# Vicki Westbrook
Vicki Westbrook es un personaje ficticio que aparece en la serie británica Spooks. Westbrook es interpretada por la actriz Natasha Little durante la segunda temporada luego de  vengarse de Tom por haber terminado su relación, después es mandada a un tratamiento.

## Historia del personaje
Vicki se encuentra dentro del mundo de espías cuando Danny Hunter es llevado al hospital luego de sufrir una lesión durante una operación. Vicki queda impresionada por el glamur de la vida del MI5 y ve la vida como algo divertido a la cual no le da mucha importancia.
Durante el inicio de la segunda temporada Tom Quinn comienza una relación con Vicki, la cual es una mujer con mucha chispa y una difícil actitud, y quien no toma en serio ni su vida ni su trabajo; y comienza a ocasionarle muchos problemas a Tom quien por su bien decide romper con la relación, lo cual la amarga y esta decide vengarse. 
Tom comienza a recibir llamadas telefónicas extrañas y a ser abordado en la calle por hombres completamente extraños que parecían conocerlo, Tom no entiende nada, hasta que se da cuenta de que Vicki había publicado la verdadera identidad de Tom y por medio de tarjetas los "servicios" de este por todo Londres.
Por suerte para el MI5, la agente de la CIA Christine Dale se encuentra con una de estas postales, lo cual la molesta, ya que su conducta infantil pondría en peligro la operación y la vida de todos los participantes; así que decide tomar las cosas en sus propias manos y junto con el equipo de la CIA, le dio a Vicki la oportunidad de cerrar su boca, mandándola a un tratamiento.